# Solar Gomes de Sousa
O Solar Gomes de Sousa é um prédio histórico localizado na cidade brasileira de São Luís e que desde 1960 abriga o Museu Histórico e Artístico do Maranhão. O solar foi construído em 1836, tendo pertencido inicialmente ao major Ignácio Gomes de Souza, um fazendeiro da região do vale do Itapecuru, e pai do intelectual maranhense e pioneiro na pesquisa matemática no Brasil Souzinha (Joaquim Gomes de Souza). Também foi moradia de Alexandre Colares Moreira (senador e vice-governador do Maranhão entre 1902-1904) e de José Francisco Jorge, grande industrial têxtil do Maranhão, que o vendeu ao governo do estado em 1968.

## Estrutura
O solar destaca-se pela beleza de sua arquitetura colonial, rica em todos os traços:
Jardim: há um jardim contíguo que liga o solar Gomes de Sousa ao palacete do Barão de Grajaú (antiga sede do Museu de Arte Sacra), com um andar superior e um inferior com pisos revestidos de seixos de rio. Há oito postes de ferro que pertenceram à antiga companhia de gás do Maranhão, três estatuas de terracota inglesa vermelha representando os deuses romanos (Minerva, Ceres, Mercúrio), procedentes da fábrica de fiação e tecidos do rio Anil, um chafariz de ferro francês, os canhões de ferro do Forte São Luís do século XVII. Abrigou os bustos de personalidades da Praça do Pantheon, transferidos para evitar depredações, entre 2007 e 2018, quando retornaram à praça.
A Galeria Floriano Teixeira fica localizada no Jardim do MHAM, tendo sido inaugurada em 24 de junho de 1999, em homenagem ao artista plástico maranhense que se tornou conhecido internacionalmente pelo seu rico trabalho inspirado nos temas folclóricos e religiosos do Maranhão. Recebe exposições de curta duração de artistas plásticos maranhenses e de todo o país.
Pavimento Térreo
- Saguão de entrada;
- Loja;
- Sala de monitoria;
- Sede administrativa – em três salas funcionam a administração do MHAM: direção geral, divisão administrativa, divisão de Museologia, direção de ação e difusão cultural;
- Teatro Apolônia Pinto;
- Reservas técnicas – ao lado das salas de Divisão de Museologia, o MHAM destina duas grandes salas para sua reserva técnica. Banheiros.

Saguão de Entrada
Neste espaço o visitante já entra em contato com as exposições de longa duração do MHAM.
- Loja do MHAM: coloca a disposição dos visitantes souvenires, livros e catálogos do Museu, artesanato maranhense.[4]

Teatro Apolônia Pinto
O local onde deveriam ser realizados os saraus familiares funcionou como auditório quando o solar foi transformado em museu Em 1998, após uma grande reforma do MHAM, passou a se chamar  Teatro “Apolônia Pinto”, em homenagem à 1ª dama do teatro maranhense. Célebre atriz do teatro, ela nasceu São Luís, em 21 de Julho de 1854, no Camarim n° 1 do Teatro São Luís, hoje Teatro Arthur Azevedo, filha de uma atriz portuguesa que entrou em trabalho de parto em pleno teatro, tendo falecido em 24 de Dezembro de 1937, no Rio de Janeiro. Possui setenta lugares, sistema de som e climatização, dispõe de dois camarins, sendo utilizado para apresentações musicais, teatro, dança e projeção de vídeos e filmes, além de encontros e palestras.
Pavimento Superior
- Circuito de exposição de longa duração: Composto de salões e corredores devidamente decorados com móveis e utensílios que refazem um ambiente dos casarões de famílias do século XIX, com salas, quartos, varandas, escritórios, cozinha, banheiros, decorados com peças em porcelana, cristais, vidros, livros, objetos pessoais, espelhos, cortinados e móveis em madeira de lei. O circuito de longa duração reconstitui alguns ambientes de uma casa da época, para que o público possa conhecer de forma  didática os usos e costumes de um período histórico.[4]

Mirante
O mirante do MHAM apresenta uma vista privilegiada da entrada das embarcações na Baía de São Marcos, além de possibilitar uma visão ampla dos telhados coloniais de São Luís.